# Skilanglauf-Alpencup 2006/07
Der Skilanglauf-Alpencup 2006/07 war eine von der FIS organisierte Wettkampfserie, die am 20. Dezember 2006 in Hochfilzen begann und am 4. März 2007 in Gsies endete.

## Männer

### Resultate
| 1. Alpencup in Hochfilzen, 20. und 21. Dezember 2006 | 1. Alpencup in Hochfilzen, 20. und 21. Dezember 2006 | 1. Alpencup in Hochfilzen, 20. und 21. Dezember 2006 | 1. Alpencup in Hochfilzen, 20. und 21. Dezember 2006 | 1. Alpencup in Hochfilzen, 20. und 21. Dezember 2006 |
| ---------------------------------------------------- | ---------------------------------------------------- | ---------------------------------------------------- | ---------------------------------------------------- | ---------------------------------------------------- |
| Datum                                                | Disziplin                                            | Erster Platz                                         | Zweiter Platz                                        | Dritter Platz                                        |
| 20. Dezember 2006                                    | 10 km Freistil                                       | Remo Fischer                                         | Dario Cologna                                        | David Hofer                                          |
| 21. Dezember 2006                                    | 15 km klassisch                                      | Giovanni Gullo                                       | Thomas Diezig                                        | Stefan Kirchner                                      |

| 2. Alpencup in Cogne, 7. bis 14. Januar 2007 | 2. Alpencup in Cogne, 7. bis 14. Januar 2007 | 2. Alpencup in Cogne, 7. bis 14. Januar 2007 | 2. Alpencup in Cogne, 7. bis 14. Januar 2007 | 2. Alpencup in Cogne, 7. bis 14. Januar 2007 |
| -------------------------------------------- | -------------------------------------------- | -------------------------------------------- | -------------------------------------------- | -------------------------------------------- |
| Datum                                        | Disziplin                                    | Erster Platz                                 | Zweiter Platz                                | Dritter Platz                                |
| 7. Januar 2007                               | 10 km Freistil                               | Thomas Moriggl                               | Remo Fischer                                 | Robin Duvillard                              |
| 8. Januar 2007                               | 15 km klassisch Mst.                         | Cyril Miranda                                | Matthias Beck                                | Giovanni Gullo                               |
| 13. Januar 2007                              | Sprint klassisch                             | Roddy Darragon                               | Renato Pasini                                | Bruno Debertolis                             |
| 14. Januar 2007                              | 15 km Freistil                               | Cristian Zorzi                               | Fabio Santus                                 | Valerio Checchi                              |

| 3. Alpencup in Oberstdorf, 10. und 11. Februar 2007 | 3. Alpencup in Oberstdorf, 10. und 11. Februar 2007 | 3. Alpencup in Oberstdorf, 10. und 11. Februar 2007 | 3. Alpencup in Oberstdorf, 10. und 11. Februar 2007 | 3. Alpencup in Oberstdorf, 10. und 11. Februar 2007 |
| --------------------------------------------------- | --------------------------------------------------- | --------------------------------------------------- | --------------------------------------------------- | --------------------------------------------------- |
| Datum                                               | Disziplin                                           | Erster Platz                                        | Zweiter Platz                                       | Dritter Platz                                       |
| 10. Februar 2007                                    | 20 km Verfolgung                                    | Tom Reichelt                                        | Toni Livers                                         | Dario Cologna                                       |
| 11. Februar 2007                                    | Sprint klassisch                                    | Tom Brunner                                         | Oliver Wünsch                                       | Cyril Miranda                                       |

| 4. Alpencup in Medvode, 17. und 18. Februar 2007 | 4. Alpencup in Medvode, 17. und 18. Februar 2007 | 4. Alpencup in Medvode, 17. und 18. Februar 2007 | 4. Alpencup in Medvode, 17. und 18. Februar 2007 | 4. Alpencup in Medvode, 17. und 18. Februar 2007 |
| ------------------------------------------------ | ------------------------------------------------ | ------------------------------------------------ | ------------------------------------------------ | ------------------------------------------------ |
| Datum                                            | Disziplin                                        | Erster Platz                                     | Zweiter Platz                                    | Dritter Platz                                    |
| 17. Februar 2007                                 | 10 km Freistil                                   | Marco Fiorentini                                 | Giovanni Gullo                                   | Janez Maric                                      |
| 18. Februar 2007                                 | 30 km Freistil Mst.                              | Marco Fiorentini                                 | Benjamin Seifert                                 | David Hofer                                      |

| 5. Alpencup in Obertilliach, 27. und 28. Februar 2007 | 5. Alpencup in Obertilliach, 27. und 28. Februar 2007 | 5. Alpencup in Obertilliach, 27. und 28. Februar 2007 | 5. Alpencup in Obertilliach, 27. und 28. Februar 2007 | 5. Alpencup in Obertilliach, 27. und 28. Februar 2007 |
| ----------------------------------------------------- | ----------------------------------------------------- | ----------------------------------------------------- | ----------------------------------------------------- | ----------------------------------------------------- |
| Datum                                                 | Disziplin                                             | Erster Platz                                          | Zweiter Platz                                         | Dritter Platz                                         |
| 27. Februar 2007                                      | 10 km Freistil                                        | Dario Cologna                                         | Marco Fiorentini                                      | Florian Kostner                                       |
| 28. Februar 2007                                      | 15 km klassisch Mst.                                  | Benjamin Seifert                                      | Dario Cologna                                         | Florian Kostner                                       |

| 6. Alpencup in Gsies, 3. und 4. März 2007 | 6. Alpencup in Gsies, 3. und 4. März 2007 | 6. Alpencup in Gsies, 3. und 4. März 2007  | 6. Alpencup in Gsies, 3. und 4. März 2007 | 6. Alpencup in Gsies, 3. und 4. März 2007 |
| ----------------------------------------- | ----------------------------------------- | ------------------------------------------ | ----------------------------------------- | ----------------------------------------- |
| Datum                                     | Disziplin                                 | Erster Platz                               | Zweiter Platz                             | Dritter Platz                             |
| 3. März 2007                              | 10 km klassisch                           | Benjamin Seifert                           | Kay Bochert                               | Florian Kostner                           |
| 4. März 2007                              | Teamsprint Freistil                       | Frankreich I Robin Duvillard Cyril Miranda | Italien I David Hofer Renato Pasini       | Italien VIBruno Carrara Fabio Pasini      |

### Gesamtwertung Männer
| Rang | Name              | Punkte |
| ---- | ----------------- | ------ |
| 01   | Dario Cologna     | 311    |
| 02   | Giovanni Gullo    | 206    |
| 03   | David Hofer       | 195    |
| 04   | Cyril Miranda     | 173    |
| 05   | Thomas Diezig     | 158    |
| 06   | Remo Fischer      | 152    |
| 07   | Marco Fiorentini  | 148    |
| 08   | Robin Duvillard   | 138    |
| 09   | Benjamin Seifert  | 135    |
| 10   | Fulvio Scola      | 99     |
| 11.  | Pierre Chauvet    | 98     |
| 12.  | Kay Bochert       | 93     |
| 13.  | Matthias Beck     | 89     |
| 14.  | Christian Stebler | 88     |
| 15.  | Thomas Moriggl    | 87     |
| 16.  | Stefan Kirchner   | 84     |
| 17.  | Renato Pasini     | 80     |
| 18.  | Michael Hauser    | 72     |
| 19.  | Florian Kostner   | 70     |
| 20.  | Maurice Manificat | 65     |
| 21.  | Oliver Wünsch     | 59     |
| 22.  | Stefan Seifert    | 57     |
| 23.  | Tom Brunner       | 55     |
| 24.  | Romain Vandel     | 54     |
| 25.  | Roddy Darragon    | 50     |

| Rang | Name                  | Punkte |
| ---- | --------------------- | ------ |
| 26.  | Tom Reichelt          | 50     |
| 27.  | Valerio Leccardi      | 50     |
| 28.  | Marcus Enders         | 48     |
| 29.  | Fabio Pasini          | 42     |
| 30.  | Manuel Schnurrer      | 42     |
| 31.  | Egon Hoffmann         | 41     |
| 32.  | Curdin Perl           | 40     |
| 33.  | Toni Livers           | 40     |
| 34.  | Benoît Chauvet        | 38     |
| 35.  | Daniel Heun           | 37     |
| 36.  | Bruno Debertolis      | 35     |
| 37.  | Janez Maric           | 35     |
| 38.  | Christoph Schnider    | 34     |
| 39.  | Damien Ambrosetti     | 34     |
| 40.  | Roland Diethart       | 30     |
| 41.  | Johannes Bredl        | 26     |
| 42.  | Federico Clementi     | 26     |
| 43.  | Benoît-Gilles Dufourd | 24     |
| 44.  | Diego Ruiz            | 21     |
| 45.  | Luca Orlandi          | 21     |
| 46.  | Lars Hänel            | 19     |
| 47.  | Thomas Ebner          | 19     |
| 48.  | Marco Mühlematter     | 19     |
| 49.  | Agostino Zortea       | 17     |
| 50.  | Daniel Yeuilla        | 17     |

| Rang | Name                  | Punkte |
| ---- | --------------------- | ------ |
| 51.  | Manuel Hirner         | 17     |
| 52.  | Nicola Morandini      | 13     |
| 53.  | Josef Wenzl           | 11     |
| 54.  | Philipp Rubin         | 10     |
| 55.  | Jürgen Pinter         | 9      |
| 56.  | Bruno Carrara         | 8      |
| 57.  | Peter von Allmen      | 7      |
| 58.  | Lukas Hechl           | 7      |
| 59.  | Christian Fernandez   | 6      |
| 60.  | Florian Rohde         | 6      |
| 61.  | Rafael Ratti          | 5      |
| 62.  | Blaz Jelenc           | 4      |
| 63.  | Manuel Tovagliari     | 4      |
| 64.  | Erik Hänel            | 3      |
| 65.  | Daniele Chioda        | 3      |
| 66.  | Stefano Bonetta       | 3      |
| 67.  | Freddy Schwienbacher  | 2      |
| 68.  | Daniel Pietrogiovanna | 2      |
| 69.  | Michael Eberharter    | 2      |
| 70.  | Normen Köhler         | 1      |
| 71.  | Simon Reissmann       | 1      |
| 72.  | Andreas Waldmeier     | 1      |
| 73.  | Andrea Florinett      | 1      |

## Frauen

### Resultate
| 1. Alpencup in Hochfilzen, 20. und 21. Dezember 2006 | 1. Alpencup in Hochfilzen, 20. und 21. Dezember 2006 | 1. Alpencup in Hochfilzen, 20. und 21. Dezember 2006 | 1. Alpencup in Hochfilzen, 20. und 21. Dezember 2006 | 1. Alpencup in Hochfilzen, 20. und 21. Dezember 2006 |
| ---------------------------------------------------- | ---------------------------------------------------- | ---------------------------------------------------- | ---------------------------------------------------- | ---------------------------------------------------- |
| Datum                                                | Disziplin                                            | Erster Platz                                         | Zweiter Platz                                        | Dritter Platz                                        |
| 20. Dezember 2006                                    | 5 km Freistil                                        | Silvana Bucher                                       | Nicole Fessel                                        | Barbara Moriggl                                      |
| 21. Dezember 2006                                    | 10 km klassisch                                      | Katerina Smutna                                      | Evi Sachenbacher-Stehle                              | Eva Nyvltova                                         |

| 2. Alpencup in Cogne, 7. bis 14. Januar 2007 | 2. Alpencup in Cogne, 7. bis 14. Januar 2007 | 2. Alpencup in Cogne, 7. bis 14. Januar 2007 | 2. Alpencup in Cogne, 7. bis 14. Januar 2007 | 2. Alpencup in Cogne, 7. bis 14. Januar 2007 |
| -------------------------------------------- | -------------------------------------------- | -------------------------------------------- | -------------------------------------------- | -------------------------------------------- |
| Datum                                        | Disziplin                                    | Erster Platz                                 | Zweiter Platz                                | Dritter Platz                                |
| 7. Januar 2007                               | 5 km Freistil                                | Marina Piller                                | Seraina Boner                                | Cécile Storti                                |
| 8. Januar 2007                               | 10 km klassisch Mst.                         | Antje Mämpel                                 | Emilie Vina                                  | Aurore Cuinet                                |
| 13. Januar 2007                              | Sprint klassisch                             | Katja Visnar                                 | Karin Moroder                                | Aurore Cuinet                                |
| 14. Januar 2007                              | 10 km Freistil                               | Sabina Valbusa                               | Antonella Confortola                         | Magda Genuin                                 |

| 3. Alpencup in Oberstdorf, 10. und 11. Februar 2007 | 3. Alpencup in Oberstdorf, 10. und 11. Februar 2007 | 3. Alpencup in Oberstdorf, 10. und 11. Februar 2007 | 3. Alpencup in Oberstdorf, 10. und 11. Februar 2007 | 3. Alpencup in Oberstdorf, 10. und 11. Februar 2007 |
| --------------------------------------------------- | --------------------------------------------------- | --------------------------------------------------- | --------------------------------------------------- | --------------------------------------------------- |
| Datum                                               | Disziplin                                           | Erster Platz                                        | Zweiter Platz                                       | Dritter Platz                                       |
| 10. Februar 2007                                    | 10 km Verfolgung                                    | Marina Piller                                       | Antje Mämpel                                        | Emilie Vina                                         |
| 11. Februar 2007                                    | Sprint klassisch                                    | Katerina Smutna                                     | Seraina Mischol                                     | Lena Pichard                                        |

| 4. Alpencup in Medvode, 17. und 18. Februar 2007 | 4. Alpencup in Medvode, 17. und 18. Februar 2007 | 4. Alpencup in Medvode, 17. und 18. Februar 2007 | 4. Alpencup in Medvode, 17. und 18. Februar 2007 | 4. Alpencup in Medvode, 17. und 18. Februar 2007 |
| ------------------------------------------------ | ------------------------------------------------ | ------------------------------------------------ | ------------------------------------------------ | ------------------------------------------------ |
| Datum                                            | Disziplin                                        | Erster Platz                                     | Zweiter Platz                                    | Dritter Platz                                    |
| 17. Februar 2007                                 | 5 km Freistil                                    | Marina Piller                                    | Coraline Hugue                                   | Silvia Rupil                                     |
| 18. Februar 2007                                 | 15 km Freistil Mst.                              | Tazlina Mannix                                   | Coraline Hugue                                   | Marina Piller                                    |

| 5. Alpencup in Obertilliach, 27. und 28. Februar 2007 | 5. Alpencup in Obertilliach, 27. und 28. Februar 2007 | 5. Alpencup in Obertilliach, 27. und 28. Februar 2007 | 5. Alpencup in Obertilliach, 27. und 28. Februar 2007 | 5. Alpencup in Obertilliach, 27. und 28. Februar 2007 |
| ----------------------------------------------------- | ----------------------------------------------------- | ----------------------------------------------------- | ----------------------------------------------------- | ----------------------------------------------------- |
| Datum                                                 | Disziplin                                             | Erster Platz                                          | Zweiter Platz                                         | Dritter Platz                                         |
| 27. Februar 2007                                      | 5 km Freistil                                         | Marina Piller                                         | Silvia Rupil                                          | Barbara Moriggl                                       |
| 28. Februar 2007                                      | 10 km klassisch Mst.                                  | Antje Mämpel                                          | Franziska Schneider                                   | Marina Piller                                         |

| 6. Alpencup in Gsies, 3. und 4. März 2007 | 6. Alpencup in Gsies, 3. und 4. März 2007 | 6. Alpencup in Gsies, 3. und 4. März 2007 | 6. Alpencup in Gsies, 3. und 4. März 2007 | 6. Alpencup in Gsies, 3. und 4. März 2007 |
| ----------------------------------------- | ----------------------------------------- | ----------------------------------------- | ----------------------------------------- | ----------------------------------------- |
| Datum                                     | Disziplin                                 | Erster Platz                              | Zweiter Platz                             | Dritter Platz                             |
| 3. März 2007                              | 5 km klassisch                            | Caroline Weibel                           | Aurore Cuinet                             | Emilie Vina                               |
| 4. März 2007                              | Teamsprint Freistil                       | Italien I Barbara Moriggl Marina Piller   | Deutschland I Antje Mämpel Nicole Fessel  | Frankreich I Émilie Vina Caroline Weibel  |

### Gesamtwertung Frauen
| Rang | Name                | Punkte |
| ---- | ------------------- | ------ |
| 01   | Marina Piller       | 300    |
| 02   | Antje Mämpel        | 300    |
| 03   | Emilie Vina         | 223    |
| 04   | Barbara Moriggl     | 215    |
| 05   | Marion Ruf          | 192    |
| 06   | Aurore Cuinet       | 190    |
| 07   | Silvia Rupil        | 137    |
| 08   | Silvana Bucher      | 109    |
| 09   | Antje Dittrich      | 106    |
| 010  | Coraline Hugue      | 104    |
| 11.  | Marion Barnet       | 103    |
| 12.  | Katerina Smutna     | 100    |
| 13.  | Franziska Schneider | 96     |
| 14.  | Doris Trachsel      | 91     |
| 15.  | Valentina Bachmann  | 86     |
| 16.  | Seraina Boner       | 85     |

| Rang | Name                    | Punkte |
| ---- | ----------------------- | ------ |
| 17.  | Ursina Badilatti        | 84     |
| 18.  | Nicole Fessel           | 75     |
| 19.  | Laura Orgué             | 66     |
| 20.  | Barbara Jezeršek        | 65     |
| 21.  | Raphaela Sieber         | 62     |
| 22.  | Lena Pichard            | 61     |
| 23.  | Cécile Storti           | 60     |
| 24.  | Katja Visnar            | 55     |
| 25.  | Sabina Valbusa          | 50     |
| 26.  | Karin Moroder           | 50     |
| 27.  | Romana Schrempf         | 50     |
| 28.  | Manuela Henkel          | 43     |
| 29.  | Elisa Brocard           | 43     |
| 30.  | Evi Sachenbacher-Stehle | 40     |
| 31.  | Antonella Confortola    | 40     |
| 32.  | Seraina Mischol         | 40     |

| Rang | Name                      | Punkte |
| ---- | ------------------------- | ------ |
| 33.  | Natascia Leonardi Cortesi | 36     |
| 34.  | Magda Genuin              | 35     |
| 35.  | Daniela Iellici           | 34     |
| 36.  | Bettina Gruber            | 30     |
| 37.  | Barbara Feichtner         | 28     |
| 38.  | Andreja Mali              | 26     |
| 39.  | Miriam Soklic             | 25     |
| 40.  | Veronica Cavallar         | 23     |
| 41.  | Elisa Grill               | 23     |
| 42.  | Stephanie Santer          | 22     |
| 43.  | Antje Brankovic           | 18     |
| 44.  | Barbara Antonelli         | 16     |
| 45.  | Germana Di Padova         | 16     |
| 46.  | Muriele Hüberli           | 8      |
| 47.  | Anna Rosa                 | 2      |